# .sk
.sk è il dominio di primo livello nazionale assegnato alla Slovacchia.